# Cheating
«Cheating» —en español: ‘Trampa’— es una canción del músico inglés de soul John Newman. Fue lanzada el 6 de octubre de 2013, como el segundo sencillo de su álbum debut Tribute (2013). La canción fue compuesta por John Newman y Emily Phillips. La canción alcanzó su mejor posición en el número 9 en la lista de singles del Reino Unido.

## Video musical
Un vídeo musical para acompañar el lanzamiento del sencillo, fue estrenado en YouTube el 22 de agosto de 2013 con una duración de tres minutos cuarenta y un segundos. El video fue dirigido por David Mould, y en él, muestra a Newman interpretando la canción en un concierto en una azotea, en donde descubre el engaño de su amante con otra persona a través de una ventana en el edificio de enfrente.

## Lista de canciones
| Descarga digital |            |          |  |
| N.º              | Título     | Duración |  |
| 1.               | «Cheating» | 3:42     |  |

| Descarga digital - Remix (EP) |                                    |          |  |
| N.º                           | Título                             | Duración |  |
| 1.                            | «Cheating» (Freemasons Club Edit)  | 7:57     |  |
| 2.                            | «Cheating» (DJ Zinc Remix)         | 4:29     |  |
| 3.                            | «Cheating» (Wookie Remix)          | 5:03     |  |
| 4.                            | «Cheating» (Wayward Remix)         | 5:34     |  |
| 5.                            | «Cheating» (William Carl Jr Remix) | 4:46     |  |

## Posiciones en las listas
| Lista (2013)                                | Mejor posición |
| ------------------------------------------- | -------------- |
| Bélgica (Flandes) (Ultratip Bubbling Under) | 4              |
| Bélgica (Valonia) (Ultratip Bubbling Under) | 9              |
| Escocia (The Official Charts Company)       | 7              |
| Hungría (Rádiós Top 40)                     | 6              |
| Hungría (Single Top 40)                     | 14             |
| Irlanda (IRMA)                              | 19             |
| Polonia (Polish Airplay Top 100)            | 15             |
| Reino Unido (UK Singles Chart)              | 9              |